# 荒瀬邦喜
荒瀬 邦喜（あらせ くにき、1929年12月24日 - 2018年4月30日）は、日本の実業家。徳島県出身。
1953年（昭和28年）関東学院大学工学部機械工学科卒。1956年（昭和31年）兼松入社。1972年（昭和47年）兼松エレクトロニクス常務、1978年（昭和53年）兼松エレクトロニクス代表取締役社長就任。1994年（平成6年）兼松エレクトロニクス会長就任。1997年（平成9年）会長退任。2018年4月30日、老衰のため死去。88歳没。

## 実績
- 1987年12月-兼松エレクトロニクスを東証２部に上場
- 1991年9月-兼松エレクトロニクスを東証1部に上場
- 1993年4月-兼松メディカルシステムズ株式会社設立
- 1994年4月-本社移転